# ایزومو

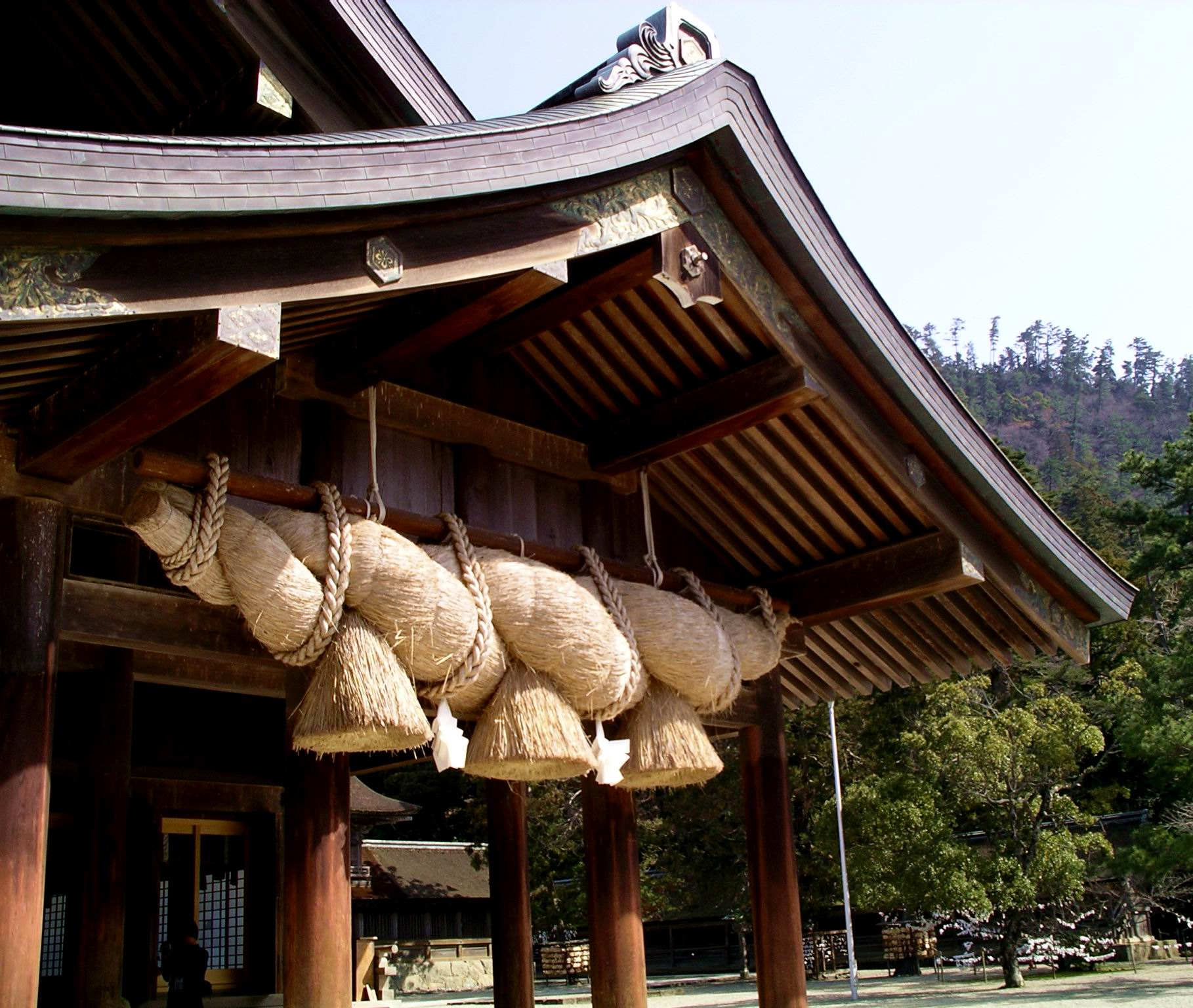
نیایشگاه ایزومو تایشا

ایزومو (به ژاپنی: 出雲市, Izumo-shi) نام شهری‌است در ژاپن که در استان شیمانه این کشور جای دارد. این شهر از برای رشته فرنگی سوبا و نیز نیایشگاه شینتوی ایزومو تایشا نامور است.
برپایه سرشماری ژانویهٔ ۲۰۰۸ این شهر ۱۴۶،۱۱۵ تن جمعیت دارد. 
شهر به گونهٔ نوینش در ۳ نوامبر ۱۹۴۱ پایه‌ریزی شد. با این همه نیایشگاه ایزومو تایشا کهن‌ترین نیایشگاه آیین شینتو در ژاپن است. 

## شهرهای خواهر
- سانتا کلارای کالیفرنیای آمریکا
- هانتسهونگ چین
- اوین لبن فرانسه
- کالایوکی فنلاند